# WEC 16
WEC 16: Clash of the Titans 2 foi um evento de artes marciais mistas promovido pelo World Extreme Cagefighting acontecido em 18 de agosto de 2005 no Tachi Palace Hotel & Casino em Lemoore, Califórnia. 

## Background
O evento principal viu Ron Waterman enfrentar Ricco Rodriguez pelo Cinturão Super Pesado do WEC.

## Resultados
- Dan Marks vs. Albert Rios

Marks derrotou Rios por Finalização (chave de braço) aos 2:22 do segundo round.
- Allan Weickert vs. Rocky Batastini

Weickert derrotou Batastini por Finalização (chave de braço) aos 2:50 do segundo round.
- Ernie Tiserino vs. Van Palacio

Tiserino derrotou Palacio por Finalização (keylock) aos 2:48 do terceiro round.
- Kenny Ento vs. Chris Botelho

Ento derrotou Botelho por Finalização (chave de braço) aos 4:33 do primeiro round.
- Casey Olson vs. Rolland Parli

Olson derrotou Parli por Nocaute Técnico (socos) aos 4:58 do primeiro round.
- Steve Ramirez vs. Jason Biswell

Ramirez derrotou Gonzales por Nocaute Técnico (socos) aos 2:01 do primeiro round.
- Rafael del Real vs. Jody Poff

Essa luta terminou em Sem Resultado.
- Chris Sanford vs. Josh Green

Sanford derrotou Green por Finalização (guilhotina) aos 2:30 do primeiro round.
- Tosh Cook vs. Troy Miller

Cook derrotou Miller por Finalização (mata leão) aos 1:45 do primeiro round.
- Alex Serdyukov vs. Victor Parfenov

Serdyukov derrotou Parfenov por Nocaute Técnico (socos) aos 2:20 do primeiro round.
- Ron Waterman vs. Ricco Rodriguez

Waterman derrotou Rodriguez por Decisão aos 5:00 do terceiro round para manter o Cinturão Super Pesado do WEC.